# Noocracia

La noocracia es un sistema social y político que está basado "en la prioridad de la mente humana", según Vladímir Vernadski. En 1987, el Catedrático de Sociología Benjamín Oltra y Martín de los Santos, define noocracia en la revista Política y Sociedad como:
«Definimos noocracia como una "nueva clase" conformada por los que dominan la inteligencia o la razón ideológica, cosmológica, expresiva, científica, técnica, la imagen cinética y el diseño, como una fuerza productiva y un nuevo poder en los sistemas sociales capitalistas y colectivistas avanzados».
Este concepto también se desarrolla en los escritos de Pierre Teilhard de Chardin. En la actualidad, el reciente conocimiento de los ecosistemas y el impacto humano en la biosfera, han conducido a un vínculo entre la noción de sostenibilidad y la coevolución, además de a la armonización de la evolución cultural y biológica. En este contexto, el sistema político resultante será referido como una noocracia.

## Etimología
La palabra se deriva del griego 'nous', Gen. 'noos' (νους) significado 'mente' o 'intelecto', y 'kratos' (κράτος), 'autoridad' o ' poder'.

## Historia
Sócrates ya sugirió este sistema. El primer intento de aplicar esa política es tal vez el sistema de Pitágoras, "ciudad de los sabios", que planteaba desarrollar en Italia junto con sus seguidores, el orden de "mathematikoi." En la historia moderna, un concepto similar fue presentado por Vladímir Vernadski, aunque no utiliza este término, sino el término "noosfera".
Según la definición de Platón, noocracia se considera como el sistema político del futuro para toda la humanidad[cita requerida], sustituyendo a la democracia ("la autoridad de la multitud")[cita requerida] y a otras formas de gobierno[cita requerida]. La aristocracia de los sabios (consultar: Sofocracia), tal como la definió Platón, es un sistema noocrático[cita requerida].
Existe una opinión contraria de Eric Hoffer, a veces llamado el "filósofo longshoreman" por su poco ortodoxas opiniones. Hoffer despreció el concepto platónico de "filósofo-rey" como "regla de maestros", lo que implica que Platón exhibe la tendencia humana a exagerar la importancia de la propia actividad o subsistencia.
Mikhail Epstein (en:Mikhail Epstein) lo definió como "la inteligencia aumenta su peso en la naturaleza; la geosfera y la biosfera en la noosfera, el futuro de la humanidad puede ser concebido como noocracia, entendido por noocracia el poder de la inteligencia colectiva en lugar de separar personas que representan a determinados grupos sociales o a la sociedad en su conjunto".

## Actualidad
El teórico americano Ken Wilber trata esta tercera evolución de la noosfera. En su trabajo Sexo, ecología y espiritualidad (1995), construye varios de sus argumentos sobre la emergencia de la noosfera y la continua emergencia de subsiguientes estructuras evolutivas.
En algunos países en desarrollo, aparecen propuestas de cambio, pero con las limitaciones dadas por el propio sistema de liderazgo impuesto por las tradiciones de estas naciones relativamente nuevas en el contexto internacional, en el caso de Colombia, ha surgido una propuesta liderada por Gustavo Mejía Quintero, que en forma pionera ha liderado un proyecto que denomina COCOGUM que busca aplicar las ideas basadas en la Noocracia (el liderazgo basado en el conocimiento colectivo), buscando recuperar a la familia como base social, de producción y de liderazgo comunitario, para establecer un modelo administrativo basado en una integración por logros y conocimiento, creando un movimiento denominado  Noocracia sin Fronteras que promueve la Noocracia Colombiana.

## Publicaciones
En la Comisión Europea la publicación de la investigación comunitaria, Arte y la investigación científica libre: Hacia una Cultura de la Vida, que establece varios comentarios de Hans Jonas y, sobre todo, Ladislav Kovac acerca de la Noocracia.
"Si Platón llamó a su concepción de los gobiernos "sophocracia", entonces un sistema político caracterizado por la experimentación social con una base institucionalizada de manera científica podría llamarse "noocracia". La noocracia no sería el reinado del rey-filósofo según lo visto en Platón. Pero tampoco sería gobernado por la ciencia o los científicos. Seguiría habiendo poder, un poder adquirido y mantenido según las leyes de la competición, se mantendría en manos de las élites políticas, pero estando estas élites entrenadas profesionalmente, haciendo la mayor parte del análisis, los pronósticos y los asuntos que emanaban de un grupo consultivo compuesto de expertos de todas las áreas de la ciencia, y de fijar experimentos en campos diversos."